# 鲁姆 (匈牙利)
鲁姆，是匈牙利沃什州所辖的一个村，总面积16.85平方公里，总人口1239，人口密度73.5人/平方公里（2010年1月1日）。